# Smučarski teki na Zimskih olimpijskih igrah 1972
Smučarski teki na Zimskih olimpijskih igrah 1972.

## Dobitniki medalj

### Moški
| Tekma           | Zlato                                                                                   | Srebro                                                          | Bron                                                              |
| 15 km           | Sven-Åke Lundbäck                                                                       | Fjodor Simašev                                                  | Ivar Formo                                                        |
| 30 km           | Vjačeslav Vedenin                                                                       | Pål Tyldum                                                      | Johs Harviken                                                     |
| 50 km           | Pål Tyldum                                                                              | Magne Myrmo                                                     | Vjačeslav Vedenin                                                 |
| 4×10 km štafeta | Sovjetska zveza · Vladimir Voronkov · Jurij Skobov · Fjodor Simašev · Vjačeslav Vedenin | Norveška · Oddvar Brå · Pål Tyldum · Ivar Formo · Johs Harviken | Švica · Alfred Kälin · Albert Giger · Alois Kälin · Eduard Hauser |

### Ženske
| Tekma          | Zlato                                                                    | Srebro                                                         | Bron                                                 |
| 5 km           | Galina Kulakova                                                          | Marjatta Kajosmaa                                              | Helena Šikolová                                      |
| 10 km          | Galina Kulakova                                                          | Alevtina Oljunina                                              | Marjatta Kajosmaa                                    |
| 3×5 km štafeta | Sovjetska zveza · Ljubov Muhačjova · Alevtina Oljunina · Galina Kulakova | Finska · Helena Takalo · Hilkka Riihivuori · Marjatta Kajosmaa | Norveška · Inger Aufles · Aslaug Dahl · Berit Mørdre |